# جیزلا کاچالانتسا
جیزلا کاچالانتسا (ایتالیایی: Gisella Caccialanza؛ ‏ ۱۷ سپتامبر ۱۹۱۴ – ۱۶ ژوئیهٔ ۱۹۹۸) رقصنده باله ایتالیایی‌تبار اهل ایالات متحده آمریکا بود. وی بین سال‌های ۱۹۲۸ تا ۱۹۵۳ میلادی فعال بود و در نمایش‌ها، اپراها و فیلم‌های مختلفی نقش‌آفرینی کرد. او باله را زیر نظر معلم ایتالیایی جووانی رزی و سپس با رقصنده باله انریکو چکتی در لا اسکالا در میلان ایتالیا آموخت. کاچالانتسا با طراح رقص اهل وین آلبرتینا راش و با گروه رقص «مدرسه باله آمریکایی»، «گروه اپرای نوین» و «گروه باله سانفرانسیسکو» که بعدها خودش مدرس و مربی آنجا شد، برنامه‌هایی اجرا کرد.

## زندگی‌نامه
جیزلا کاچالانتسا در ۱۷ سپتامبر ۱۹۱۴ از پدر و مادری ایتالیایی-آمریکایی در سن دیگو به دنیا آمد. او باله را زیر نظر معلم ایتالیایی جووانی رُسی آموخت که به او توصیه کرد به میلان ایتالیا برود و تحصیلات خود را در آنجا ادامه دهد. در سال ۱۹۲۵، کاچالانتسا برای فراگیری دوره‌های پیشرفته در باله به لا اسکالا معرفی شد. در طول دوره سه ساله تحصیل خود در این مرکز اپرا، او در پایان سال در امتحانات نهایی خود موفق به کسب هر سه مدال برنز، نقره و طلا شد. استعداد هنری کاچالانتسا توجه رقصنده باله انریکو چکتی را چنان به خود جلب کرد که او سال‌های آخر خود را صرف بهبود توانایی کاچالانتسا کرد و پس از کسب مجوز و آمرزش پاپ در مراسم تأیید کاچالانتسا، او را دخترخوانده خود کرد.
کاچالانتسا در سال ۱۹۲۸ به ایالات متحده آمریکا بازگشت. انریکو چکتی او را تشویق کرد که به جای پیروی از برخی معلمان آمریکایی که او آنها را بی کفایت می‌دانست، همان روال همیشگی خود را ادامه دهد. کاچالانتسا با طراح رقص اهل وین آلبرتینا راش که حوزه‌های مختلفی چون باله، موزیکال و وُدویل فعال بود، طی یک قراردادی سه ساله همکاری کرد. او در گروه‌های رقص راش به نقاط مختلف ایالات متحده سفر کرد. این سفر شامل اجراهایی در مراکز وُدویل، در پیش‌گفتارهای سینمایی، سالن نمایش چینی گرامن و تالار موسیقی رادیو سیتی بود. کاچالانتسا پنج بار در روز در تالار موسیقی رادیو سیتی برنامه اجرا می‌کرد و هنرمند اوکراینی و رقصنده باله سرژ لیفار او را متقاعد کرد که در آزمون گزینش هنرمند در مدرسه جدیدی که توسط جرج بلنچین اداره می‌شد، شرکت کند.
او بلافاصله بورسیه تحصیلی «مدرسه باله آمریکایی» را دریافت کرد و با آموزش‌هایی که از انریکو چکتی دریافت کرده بود، هیئت علمی را تحت تأثیر قرار داد. کاچالانتسا در سال ۱۹۳۴ به عضویت گروه مربیان این مدرسه درآمد و در شهرهای بزرگ ایالات متحده آمریکا برنامه‌هایی اجرا کرد. او زیر نظر جرج بلنچین در باله‌های سرناد در سال ۱۹۳۴، بوسهٔ پری در سال ۱۹۳۷، هنرنمایی کرد و بالرین دوم در نخستین نمایش باله امپریال در سال ۱۹۴۱ تحت نظارت «گروه اپرای نوین» و رقصنده اصلی در نسخهٔ کامل و آمریکایی نمایش بالهٔ فندق‌شکن توسط «گروه باله سان فرانسیسکو» در تالار اپرای یادبود جنگ سان فرانسیسکو در ۱۹۴۴ و خلط‌های چهارگانه در سال ۱۹۴۶ بود. کاچالانتسا همچنین در فیلم‌های موزیکال گلدوین فولیز در سال ۱۹۳۸ و روی انگشتان پایت در سال بعد با طراحی رقص توسط جرج بلنچین رقصید. هنگامی که گروه باله اصلی خودشان برنامه‌ای نداشت، او با «گروه باله کاروان» همراهی می‌کرد و در اولین نمایش هارلکین برای رئیس‌جمهور، تفرجگاه و سرباز و کولی در سال ۱۹۳۶ و در سالن فیلارمونیک لس آنجلس رقصید.
در سال ۱۹۴۱، «گروه باله کاروان» و «مدرسه باله آمریکایی» در یک تور مشترک در آمریکای لاتین با هم کار همکاری کردند و جیزلا کاچالانتسا در مقرسازمان‌های خدمات متحد نیویورک یک رقص دو نفره (Pas de deux) اجرا کرد و در یک گردهمایی برای تشویق جمع‌آوری ضایعات فلزی نیز سخنرانی کرد. وقتی در اکتبر ۱۹۴۳ نقش لوری در اکلاهما! برای گروه انجمن تئاتر در نیوهیون به او پیشنهاد شد، او برای احترام به همکار پیشین آن را رد کرد. کاچالانتسا کمی بعد به انجمن باله پیوست و تا زمان تولد پسرش در سال ۱۹۵۳ با گروه باله سان فرانسیسکو رقصید. او بعداً در همان‌جا تدریس و مربیگری کرد. مجموعه‌ای از مکاتبات کاچالانتسا با چکتی تحت عنوان «نامه‌هایی از استاد بزرگ» در سال ۱۹۷۱ منتشر شد.

## زندگی شخصی
او از سال ۱۹۴۱ با طراح رقص آمریکایی لو کریستنسن ازدواج کرد و تا زمان مرگ کریستنسن بر اثر سرطان در سال ۱۹۸۴، همسر او بود. این زوج با هم پسری به نام کریس به‌دنیا آوردند که بعدها خودش رهبر ارکستر شد. جیزلا کاچالانتسا در ۱۶ ژوئیه ۱۹۹۸ به دنبال تعدادی سکته مغزی در مرکز پزشکی ستون در شهر دیلی سیتی درگذشت.

## میراث
مجله ورایتی او را "بالرین برتر دهه ۱۹۳۰" نامید، و نیویورک تایمز از او به عنوان «بالرین بزرگ آمریکایی» یاد کرد. بخش رقص، موسیقی، صداهای ضبط شده و تئاتر کتابخانه عمومی نیویورک مجموعه ای از نامه‌ها و دست نوشته‌های مربوط به زندگی او را از سال ۱۹۲۶ تا ۱۹۷۲ در خود جای داده است.